# Реверберація
Ревербера́ція — залишкове «післязвуччя» в закритих приміщеннях. Утворюється внаслідок багатократного відбиття від поверхонь та одночасного поглинання звукових хвиль. Реверберація  є характеризується проміжком часу (у секундах), протягом якого сила звуку зменшується на 60 дБ.

## Загальний огляд
Явище реверберації полягає у суперпозиції різних ехосигналів від одного джерела звуку. Ефект реверберації можна спостерігати в закритих приміщеннях після вимкнення джерела звуку. Художньо-естетичне враження, що створюється реверберацією, залежить від контексту звукового твору і визначається у вищих відділах головного мозку. Зазвичай надлишкова тривалість реверберації призводить до неприємного гулу, «порожнечі» приміщення, а недостатня — до різкого уривчастого звучання, позбавленого музичної «соковитості». Штучно створювана реверберація в певних межах сприяє поліпшенню якості звучання, створюючи відчуття приємного «резонансу» приміщення.
При запису мови, співу, музики, а також створенні різних шумових ефектів використання штучної реверберації є складовою частиною загальної обробки аудіосигналу. Такий вид обробки визначається як технічними умовами проведення запису, так і художньо-естетичними завданнями. Реверберацію використовують для поліпшення та підкреслення художньої виразності мовлення, співу, звучання окремих музичних інструментів. Так, наприклад, при записі музичних програм у приміщенні з незадовільною акустикою або малого для цього складу виконавців обсягу зазвичай не вдається отримати необхідне співвідношення між гулкістю і чіткістю звучання. У цьому випадку застосування штучної реверберації дозволяє домогтися поліпшення якості звучання музичної програми. Аналогічно, реверберація допомагає створити необхідне акустичне забарвлення голосу або інструменту при записі вокаліста або соло інструменту, коли він «тоне» у звучанні ансамблю, що супроводжує.
За допомогою реверберації можна створити ефект наближення і віддалення джерела звуку. Для цього поступово змінюють рівень реверберації, створюючи ілюзію зміни акустичного відношення, а значить, і враження зміни звукового плану. При озвучуванні відеофільму або звуковому оформленні презентації нерідко виникає потреба підкреслити акустичну обстановку того чи іншого місця дії. Для цього також використовують ефект реверберації.

## Елементи реверберації

Мал. 1. Реверберація та її компоненти

На мал. 1 схематично показано рівень звукового тиску в приміщенні після збудження звуковим імпульсом. Імпульсна характеристика приміщення складається з чотирьох частин:
- Прямий звук — перший звук, який потрапляє безпосередньо від джерела до слухача і має найбільшу інтенсивність. Згідно з дослідженнями Гааса[1], суб'єктивна оцінка локалізації джерела звуку визначається саме прямим звуком і відбиттями, що приходять протягом 1 мс.
- Час затримки першого відбиття (англ. Initial Time Delay Gap), що позначають ITDG або t1 — часовий інтервал між сприйманим слухачем прямого звуку і його першого відбиття. Значення цього параметру визначає суб'єктивне враження величини приміщення. З дослідів Беранка[2] випливає, що в найкращих концертних залах t1 для слухача, що сидить у центрі залу це значення становить від 15 до 30 мілісекунд. Звідси випливає, що шлях, який долає відбитий звук, має бути на 5–10 метрів довшим ніж шлях прямого звуку. Якщо значення t1 є завеликим (від 50 до 70 мілісекунд), у слухача виникне враження перебування у величезному просторі. Відбиття із запізненням понад 100 мс сприймається як луна.
- Ранні відбиття (англ. early reflections) — група відбиттів, що приходять до слухача через 80 мс після прямого звуку. Гаас[1] дослідив, що відбиття із часом затримки 20–50 мс справляють враження збільшення гучності прямого сигналу. Звуки, що затримуються на 40 мс посилюють враження акустичної близькості. Для досягнення повноти звучання ранні відбиття повинні приходити з якнайбільшої можливої кількості напрямків.
- «Хвіст» реверберації складається з великої кількості багаторазових відбиттів звуку (згідно з Кремером і Мюлером[3], протягом секунди до слухача приходить до 2000 відбиттів). Інтервали між послідовними відбиттями сигналу настільки короткі, що «хвіст» реверберації має характер поступово зникаючого продовження прямого сигналу. У залежності від коефіцієнтів поглинання поверхонь приміщення, «хвіст» може зникати повільно або раптово, що виражається у часі реверберації приміщення.

## Час реверберації
Час реверберації зазвичай визначають як час, протягом якого гучність сигналу зменшується на 60 дБ (або до 1/1000000 первісного значення). Такий час позначають математичними символами {\displaystyle T_{60}}. Час реверберації є об'єктивною оцінкою параметрів звукового дизайну, що окреслює поглинання звуку.
Час затримки залежить від багатьох чинників, зокрема:
- розміру і форми приміщення
- типу і розподілу будівельних матеріалів
- частоти звуку
- положення джерела звуку
- вологості і температури.

Для обчислення часу реверберації використовують формулу, яка належить Себіну, першому досліднику архітектурної акустики: {\displaystyle T={\frac {0.164V}{A}}}, де {\displaystyle V} — це об'єм приміщення, {\displaystyle A} — загальний фонд звукопоглинання, {\displaystyle A=a_{1}S_{1}+a_{2}S_{2}+\dots }, {\displaystyle a_{i}} — коефіцієнт звукопоглинання (залежить від матеріалу, його дисперсних, або фрикційних характеристик), {\displaystyle S_{i}} — площа кожної поверхні.

## Методи отримання реверберації
- Ревербераційна камера (англ. chamber reverberator) — первісно для отримання реверберації використовували приміщення зі стінами, що добре відбивають звукові хвилі. Звук подавався у камеру через гучномовець, де багаторазово відбивався від стін камери, і записувався за допомогою мікрофону.
- Пластинчатий ревербератор (англ. plate reverberator) — винайдений у 1950-х роках. В основі його конструкції — електродинамічний гучномовець, розташований на незначній відстані від металевої пластини, уміщеній в сталеву раму. Звуковий сигнал, що надходить з гучномовця, викликає коливання металевої пластини, котрі реєструються звукознімачем, що перетворює їх у звуковий сигнал. В пізніших конструкціях використовували два звукознімачі, що дозволяло отримувати стерео-сигнал. Час реверберації регулюється в такій системі за допомогою фільців — їх наближення до пластин зменшує час реверберації, але фільц ніколи не торкається до глушителя панелей.
Пластичнатий ревербератор характеризується ясним, легко металевим звучанням. Широко використовують у поп-музиці. Частіше використовують для вокальних та ударних доріжок, використаний для малого барабану, може додати йому глибини і характерності, не надаючи надмірного післязвучання[4].

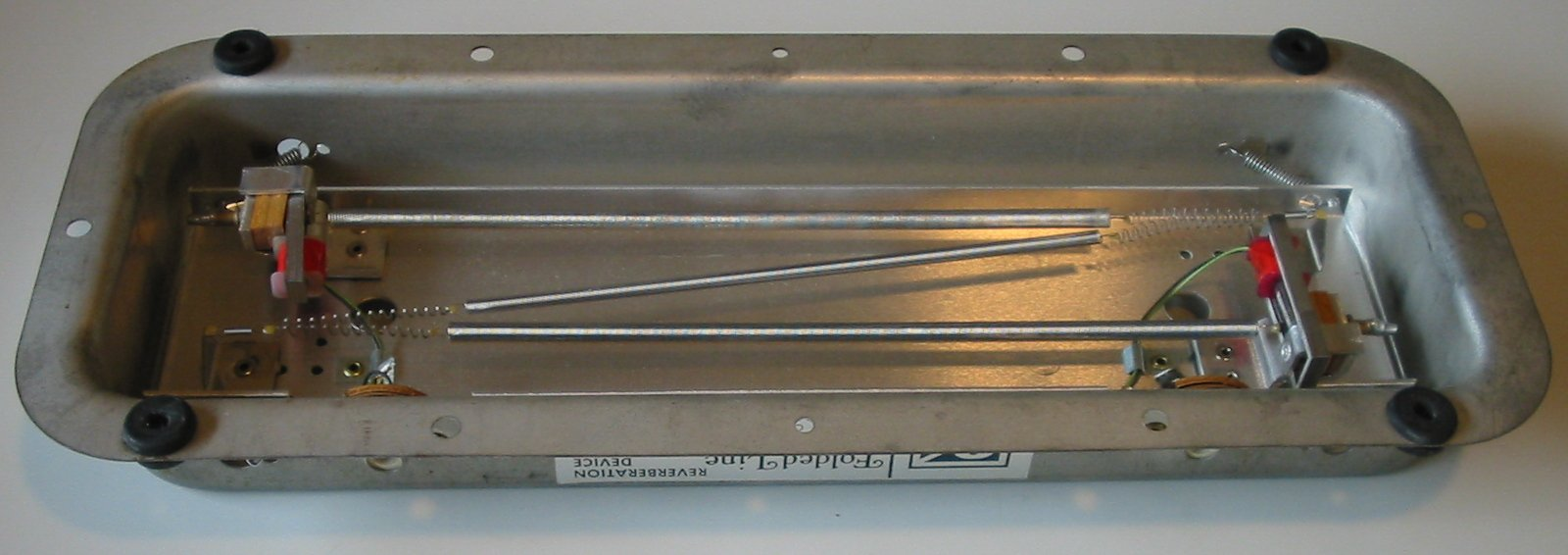
Вигнута пружина в середині пружинного ревербератора.

- Пружинний ревербератор (англ. spring reverberator) — пристрій, в основі конструкції якого — пружина, що починає коливатися завдяки електромагнітному перетворювачу (подібно як в пластинчатому ревербераторі). На протилежному кінці пружини розміщено звукознімач, що перетворює коливання пружини у звуковий сигнал.
Раніше пружинні ревербератори часто використовували у напів-професійному звукозаписі завдяки низькій вартості і невеликому розмірі пристроїв. Використовують також в гітарних підсилювачах. Музиканти використовують пружинний ревербератор також для створення спецефектів за допомогою їх струшування чи ударів по них.
- Цифровий ревербератор (англ. digital reverberator) — пристрій, в основі якого — цифрова обробка звуку. Прості алгоритми реверберації використовують зворотний зв'язок для розгалужених ліній затримки, завдяки чому генерується велику кількість згасаючих повторень вихідного звуку. Складніші алгоритми емулюють часову і частотну характеристику реальних приміщень (на підставі вимірювань коефіцієнту поглинання і інших параметрів).
- Згортувана реверберація (англ. convolution reverb) — в цьому випадку створення реверберації шляхом цифрової згортки вхідного звуку та імпульсної характеристики приміщення. Для того, щоб визначити імпульсну характеристику, слід згенерувати в конкретному приміщенні (напр. костелі, театрі чи студії) широкосмуговий сигнал і записати його в режимі моно або стерео з реверберацією цього приміщення.[5]

### Параметри ревербераторів
Ревербератори високого класу дозволяють регулювати багато параметрів, завдяки яким можна досягти заданий звуковий ефект.
- Damping (затухання). Якщо в приміщенні, в якому поширюється звук, переважають тверді поверхні, «хвіст» реверберації буде звучати ясно і досить жорстко. М'які об'єкти у приміщенні (такі, як килими, штори), а також аудиторія, спричиняють поглинання високих частот, внаслідок чого виникає тепліший, темніший звук реверберації[6].
- High/low frequency attenuation (приглушення високих/низьких частот) — параметри окреслюють смугу частот, що проходять через реверберацію. Якщо ефект звучить занадто металево, зменшують рівень високих тонів, починаючи від 4–8 кГц. Багато ревербераторів, які цінують звукорежисери, ослаблюють частоти вище 5 кГц, тому вони не завжди потрібні для підтримки хорошого звуку. Приглушення низьких частот сприяє зменшенню бубнявого, замуленого звуку. Наприклад, якщо у вихідному матеріалі є бас-гітара і барабани, що призводить до неприємного ефекту реверберації звуків низького регістру, можна виставити цей параметр на частоти 100–200 Гц[6].
- Diffusion (розсіяння ранніх відбиттів). Цей параметр регулює щільність появи перших відбиттів. Його збільшення потовщує звучання реверберації. Зменшення розсіяння застосовують для вокалу і клавішних педалей. Відмінно підходить для ударних. У деяких програмах є можливість незалежної регуляції розсіяння для «хвоста» реверберації[6].
- Room size (величина приміщення). Якщо реверберація починає резонувати на звуках певної частотою, зміна цього параметра може істотно поліпшити ситуацію[6].
- Decay time (час згасання). Цей параметр визначає, як довго тривають відбиття, поки вони не вичерпають своєї енергії[6].
- Predelay (ранні затримки). Затримка, з якою реверберація накладається на прямий звук. Деякі ревербератори надають можливість незалежно встановити час затримки першого відбиття і «хвіст» реверберації. При моделюванні реального простору, перші повинні бути коротшим, ніж друге. Збільшення початкової затримки створює враження більшого простору[6].
- Reverb density (інтенсивність реверберації).
- Early reflection level (рівень ранніх відбиттів).
- High-frequency/Low-frequency decay (згасання високих/низьких частот). Збільшення часу згасання високочастотних звуків не має аналогів серед природних реверберацій, але ефект може добре звучати, оскільки він підсилює форманти, що відповідають за читаність[6].